# Phylloscopus occipitalis
Phylloscopus occipitalis е вид птица от семейство Phylloscopidae.

## Разпространение
Видът е разпространен в Афганистан, Бангладеш, Индия, Непал, Пакистан, Таджикистан и Узбекистан.